# Ishigakia exetasea
Ishigakia exetasea là một loài tò vò trong họ Ichneumonidae.